# Jimmy Eriksson

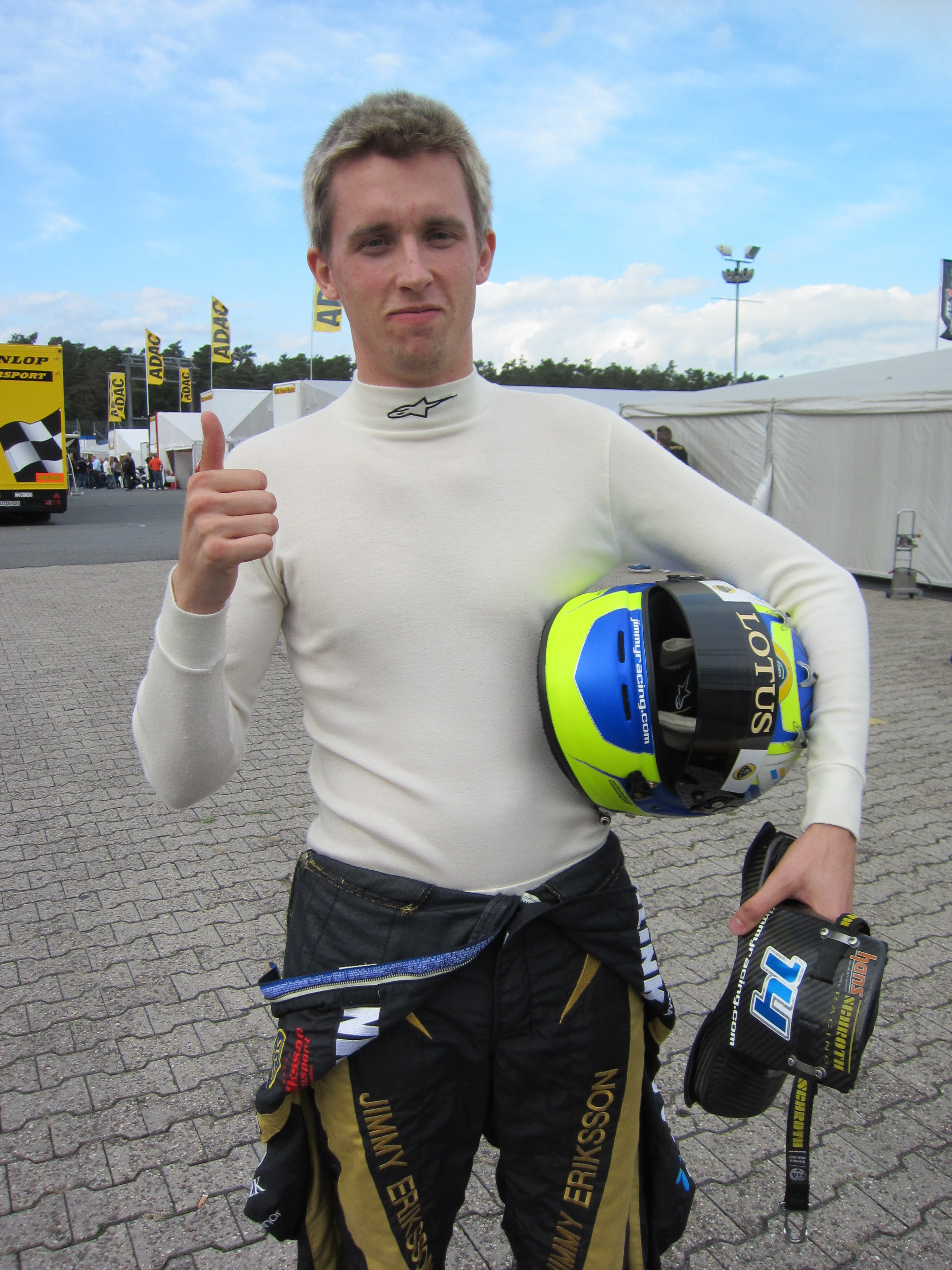
Jimmy Eriksson 2012

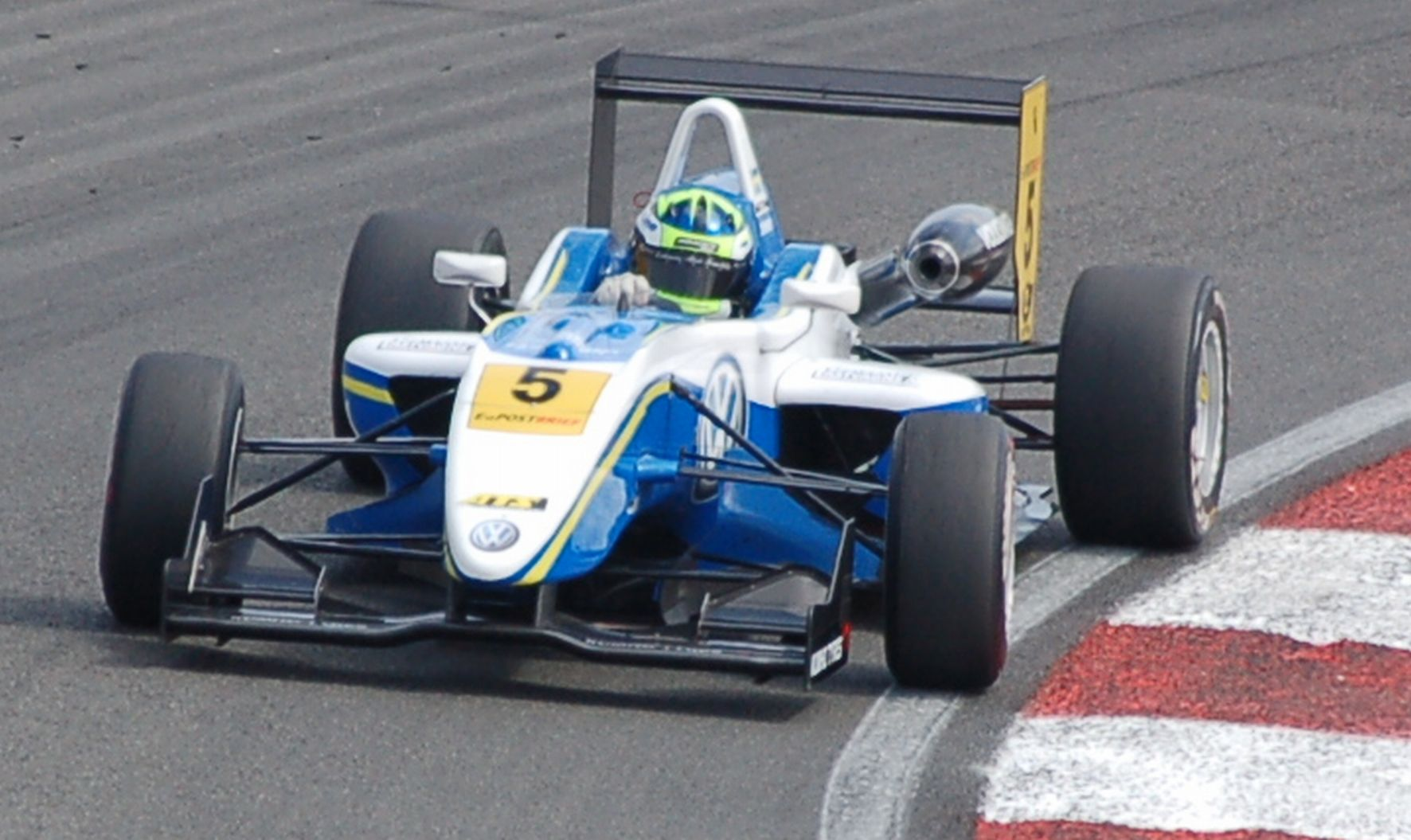
Jimmy Eriksson in Zandvoort in der Formel-3-Euroserie 2011

Joakim „Jimmy“ Eriksson (* 14. März 1991 in Tomelilla) ist ein ehemaliger schwedischer Automobilrennfahrer. Er gewann 2012 die deutsche Formel 3. Von 2013 bis 2015 trat er in der GP3-Serie an. 2016 startete er in der GP2-Serie.

## Karriere
Eriksson begann seine Motorsportkarriere 2005 im Kartsport und blieb bis 2008 in dieser Sportart aktiv. Unter anderem gewann er 2008 die schwedische Formel Yamaha Kartmeisterschaft. 2009 wechselte er in den Formelsport zu Motopark Academy. Sein Hauptaugenmerk lag auf der nordeuropäischen Formel Renault, in der er mit einem Sieg den 15. Gesamtrang belegte. Außerdem startete er für sein Team bei einzelnen Rennen des Formel Renault 2.0 Eurocups sowie in der schwedischen und der NEZ Formel Renault.
2010 trat Eriksson für Motopark Academy im deutschen Formel-3-Cup an. Eriksson fuhr bei einigen Rennen in die Punkteränge und entschied ein Rennen für sich. Die Saison beendete er auf dem sechsten Platz in der Fahrerwertung. Außerdem startete er an einem Rennwochenende als Gaststarter in der Formel-3-Euroserie. 2011 wechselte Eriksson vollständig in die Formel-3-Euroserie und blieb bei Motopark Academy. Als bester Pilot seines Rennstalls wurde er Neunter in der Fahrerwertung. 2012 kehrte Eriksson in den deutschen Formel-3-Cup zurück. Er startete weiterhin für Motopark Academy, die in dieser Serie den Namen Lotus verwendeten. Eriksson gewann acht von 27 Rennen und wurde mit 408 zu 298 Meister vor Lucas Auer.
2013 wechselte Eriksson zu Status Grand Prix in die GP3-Serie. Er blieb im Gegensatz zu seinen Teamkollegen Adderly Fong und Alexander Sims ohne Punkte und schloss die Saison auf em 24. Gesamtrang ab. 2014 blieb Eriksson in der GP3-Serie. Ursprünglich sollte er zu Motopark Academy zurückkehren, die in dieser Serie unter dem Namen Russian Time starten sollten. Nach dem Tod von Igor Mazepa, dem Seatholder von Russian Time, verlor Motopark Academy jedoch den Auftrag zur Durchführung dieses Engagements, sodass Ericssons Vertrag obsolet wurde. Er schloss sich daraufhin Koiranen GP an. Bereits im ersten Rennen für den neuen Rennstall in Barcelona gelang ihm als Zweiter seine erste Punkte- und Podest-Platzierung in der GP3-Serie. Er gewann zwei Rennen und stand insgesamt fünfmal auf dem Podium. Am Saisonende war er Vierter in der Fahrerwertung. Eriksson startete darüber hinaus in der Formel Acceleration 1 für Performance Racing und in der European Le Mans Series (ELMS) für Sébastien Loeb Racing zu je einer Veranstaltung. Dabei gewann er zusammen mit Vincent Capillaire das ELMS-Rennen, das zugleich sein erstes Langstreckenrennen überhaupt war. 2015 ging Eriksson erneut für Koiranen GP in der GP3-Serie an den Start. Er entschied ein Rennen für sich und wurde Fünfter in der Meisterschaft.
2016 wechselte Eriksson zu Arden International in die GP2-Serie. Ein fünfter Platz war sein bestes Ergebnis und zugleich sein einziges Resultat in den Top 10. Nachdem er zur vorletzten Veranstaltung zwar gemeldet war, aber nicht an der Veranstaltung teilgenommen hatte, verlor er sein Cockpit für das letzte Rennwochenende an Emil Bernstorff. Am Saisonende belegte er den 20. Gesamtrang.

## Persönliches
Erikssons Bruder Joel ist ebenfalls Automobilrennfahrer.

## Statistik

### Karrierestationen
| - 2005–2008: Kartsport - 2009: Nordeuropäische Formel Renault (Platz 15) - 2009: Schwedische Formel Renault (Platz 9) - 2009: NEZ Formel Renault (Platz 10) - 2009: Formel Renault 2.0 Eurocup | - 2010: Deutsche Formel 3 (Platz 6) - 2011: Formel-3-Euroserie (Platz 9) - 2012: Deutsche Formel 3 (Meister) - 2013: GP3-Serie (Platz 24) - 2014: GP3-Serie (Platz 4) | - 2014: Formel Acceleration 1 (Platz 16) - 2014: ELMS, LMP2 (Platz 10) - 2015: GP3-Serie (Platz 5) - 2016: GP2-Serie (Platz 20) |

### Einzelergebnisse in der GP3-Serie
| Jahr | Team              | 1   | 2   | 3   | 4   | 5   | 6   | 7   | 8   | 9   | 10  | 11  | 12  | 13  | 14  | 15  | 16  | 17  | 18  | Punkte | Rang |
| ---- | ----------------- | --- | --- | --- | --- | --- | --- | --- | --- | --- | --- | --- | --- | --- | --- | --- | --- | --- | --- | ------ | ---- |
| 2013 | Status Grand Prix | ESP | ESP | ESP | ESP | GBR | GBR | GER | GER | HUN | HUN | BEL | BEL | ITA | ITA | UAE | UAE |     |     | 0      | 24.  |
| 2013 | Status Grand Prix | 19  | DNF | 18  | 16  | 18  | 21* | DNF | 18  | 13  | 12  | 17  | 15  | 13  | DNF | 23  | 26  |     |     | 0      | 24.  |
| 2014 | Koiranen GP       | ESP | ESP | AUT | AUT | GBR | GBR | GER | GER | HUN | HUN | BEL | BEL | ITA | ITA | RUS | RUS | UAE | UAE | 134    | 4.   |
| 2014 | Koiranen GP       | 2   | 6   | 3   | 2   | 1   | DNF | 7   | 15  | 10  | 16  | DNF | 19  | 1   | 8   | 4   | 16  | 10  | 5   | 134    | 4.   |
| 2015 | Koiranen GP       | ESP | ESP | AUT | AUT | GBR | GBR | HUN | HUN | BEL | BEL | ITA | ITA | RUS | RUS | BRN | BRN | UAE | UAE | 118    | 5.   |
| 2015 | Koiranen GP       | 6   | 2   | 20* | 10  | 5   | 4   | 6   | 6   | 13  | 16  | 5   | 5   | 8   | 1   | 5   | 7   | 3   | 5   | 118    | 5.   |

### Einzelergebnisse in der GP2-Serie
| Jahr | Team                | 1   | 2   | 3   | 4   | 5   | 6   | 7   | 8   | 9   | 10  | 11  | 12  | 13  | 14  | 15  | 16  | 17  | 18  | 19  | 20  | 21  | 22  | Punkte | Rang |
| ---- | ------------------- | --- | --- | --- | --- | --- | --- | --- | --- | --- | --- | --- | --- | --- | --- | --- | --- | --- | --- | --- | --- | --- | --- | ------ | ---- |
| 2016 | Arden International | ESP | ESP | MON | MON | AZE | AZE | AUT | AUT | GBR | GBR | HUN | HUN | GER | GER | BEL | BEL | ITA | ITA | MAS | MAS | UAE | UAE | 10     | 20.  |
| 2016 | Arden International | 16  | 19  | DNF | 15  | 11* | DNF | 5   | 13  | 15  | 17  | 21* | DNF | 12  | 13  | 15  | 20  | 15  | 18* | DNA | DNA |     |     | 10     | 20.  |